# Лэмпорт, Лесли
Лесли Лэмпорт (англ. Leslie Lamport; род. 7 февраля 1941, Нью-Йорк, Нью-Йорк) — американский учёный в области информатики, первый лауреат премии Дейкстры. Разработчик LaTeX — популярного набора макрорасширений системы компьютерной вёрстки TeX, исследователь теории распределённых систем, темпоральной логики и вопросов синхронизации процессов во взаимодействующих системах. Лауреат Премии Тьюринга 2013 года.
Член Национальной академии наук США (2011), Национальной инженерной академии США (1991).

## Биография
Родился в Бруклине в еврейской семье. Окончил школу в Бронксе (Bronx High School of Science), степень бакалавра по математике получил в Массачусетском технологическом институте в 1960 году. Степени магистра (1963) и доктора философии (1972) получил в Брандейском университете.
С 1970-х годов работал в Массачусетском технологическом институте, SRI International, DEC и Compaq, с 2001 года — сотрудник Microsoft Research.
Исследования Лэмпорта заложили основы теории распределённых систем. Среди самых его знаменитых работ можно назвать:
- "Time, Clocks, and the Ordering of Events in a Distributed System"[5]. Эта работа получила награду 2000 PODC Influential Paper Award в 2000 г., а в 2007 г. - ACM SIGOPS Hall of Fame Award.
- "How to Make a Multiprocessor Computer That Correctly Executes Multiprocess Programs"[6], давшая определение последовательной консистентности,
- "The Byzantine Generals' Problem"[7],
- "Distributed Snapshots: Determining Global States of a Distributed System"[8] и
- "The Part-Time Parliament"[9].

## Премии и награды
- Почётные докторские степени: Университет Ренн I (Франция, 2003), Университет имени Христиана Альбрехта (Германия, 2003), Федеральная политехническая школа Лозанны (Швейцария, 2004), Университет Лугано (Швейцария, 2006).
- 2000 — Премия Дейкстры
- 2004 — Премия Эмануэля Пиора IEEE за вклад в развитие теории и практики параллельного программирования и отказоустойчивых вычислений[10].
- 2005 — Премия Дейкстры за работу Reaching Agreement in the Presence of Faults[11].
- 2008 — Медаль Джона фон Неймана IEEE за фундаментальный вклад в теорию распределённых и параллельных вычислений.
- 2013 — Премия Тьюринга за фундаментальный вклад в теорию распределённых систем[10].
- 2014 — Премия Дейкстры.
- 2019 — C&C Prize.